# برنارد شالانديس
برنارد شالانديس (28 يوليو 1951 لو لوكل سويسرا - ) هو لاعب كرة قدم سويسري، يلعب كمدافع.

## وصلات خارجية
برنارد شالانديس على موقع قاعدة بيانات كرة القدم.إي يو (الإنجليزية)